# Сату Ноу (Крецешти)
Ново село (рум. Satu Nou) насеље је у Румунији у округу Васлуј у општини Крецешти. Oпштина се налази на надморској висини од 177 m.

## Становништво
Према подацима из 2011. године у насељу је живело 375 становника.